# Glandora prostrata
Glandora prostrata är en strävbladig växtart. Glandora prostrata ingår i släktet bergstenfrön, och familjen strävbladiga växter.

## Underarter
Arten delas in i följande underarter:
- G. p. lusitanica
- G. p. prostrata

## Bildgalleri

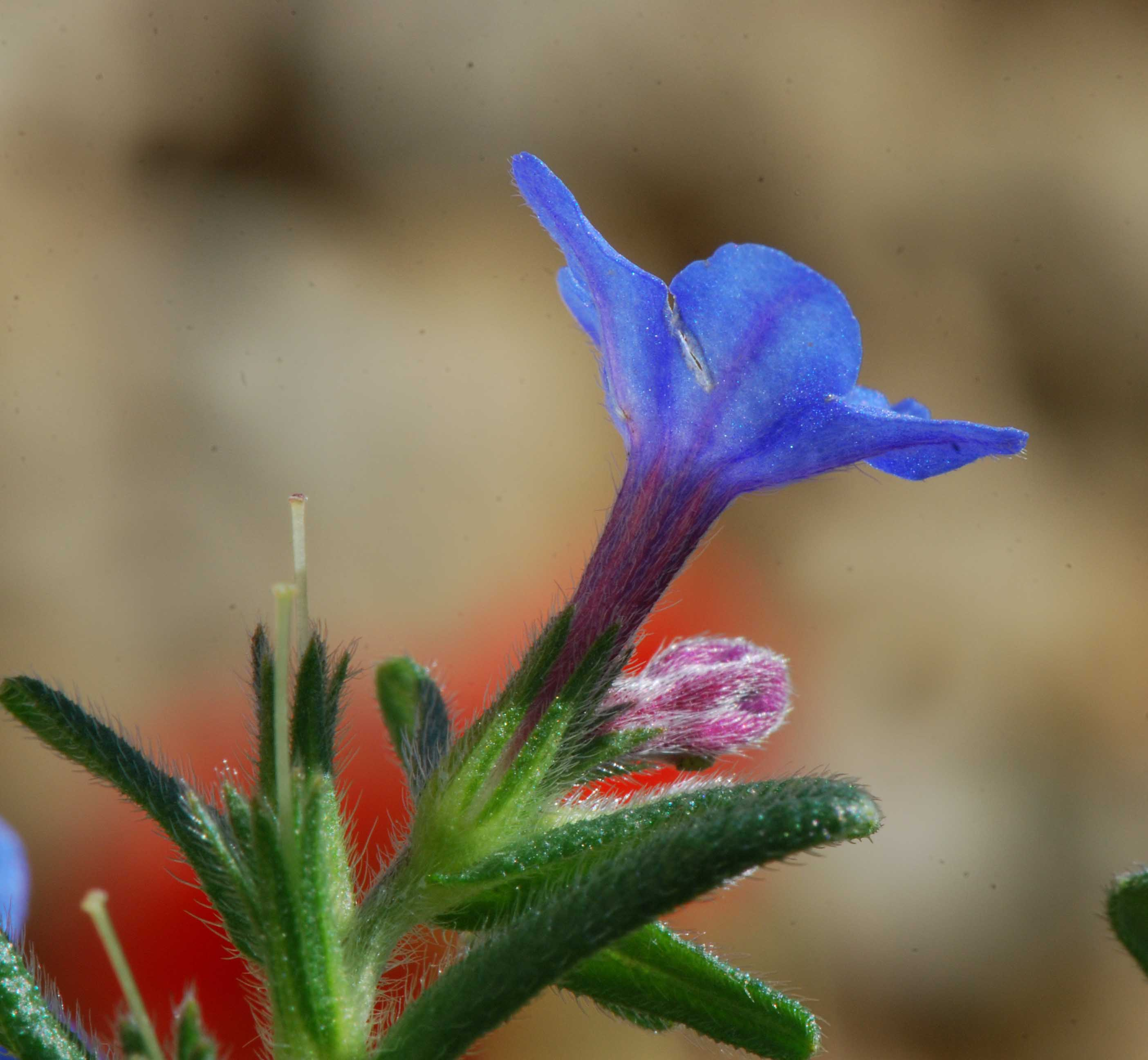
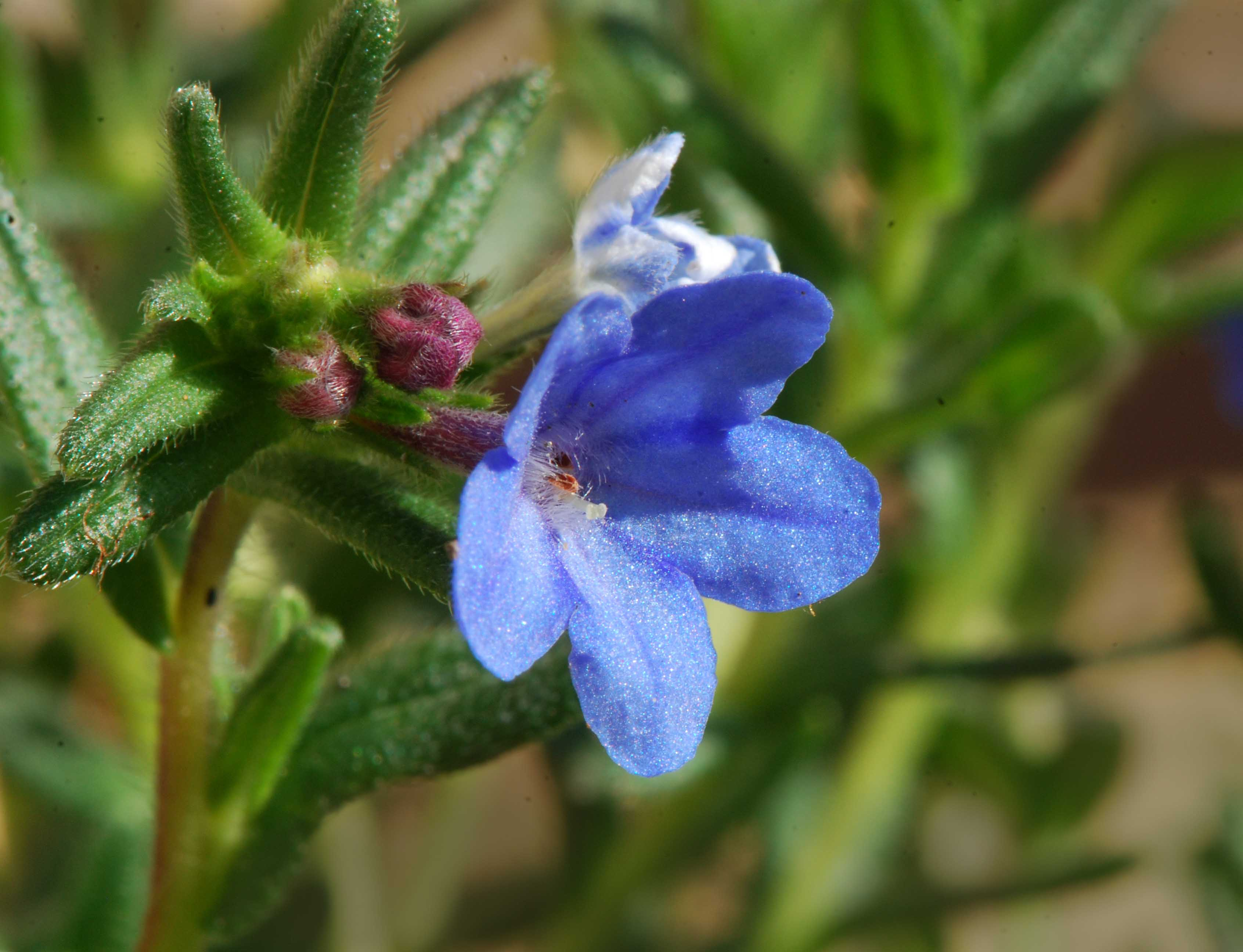
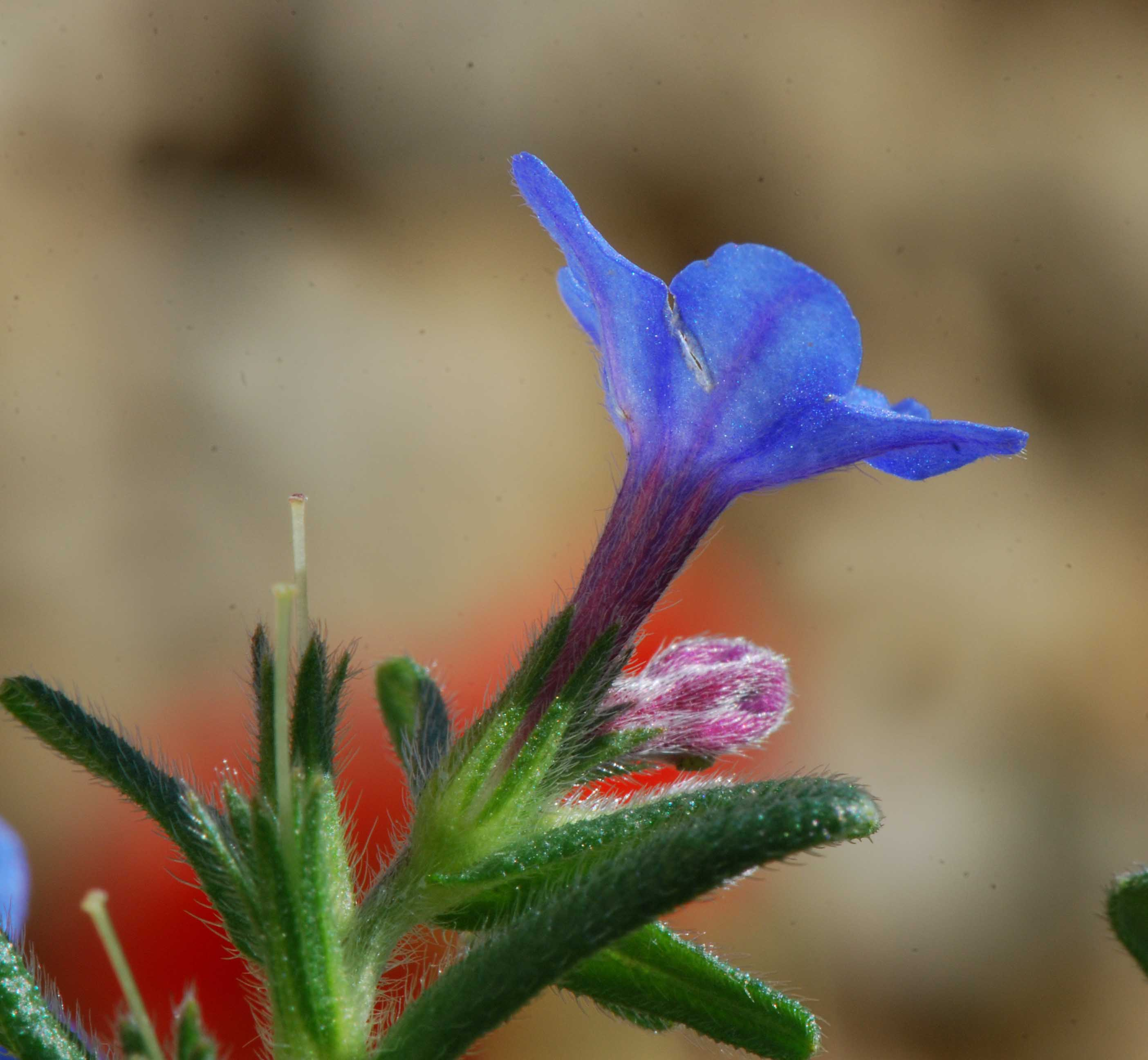